# Tjyckarna
Tjyckarna är klippor i Finland.   De ligger i landskapet Österbotten, i den västra delen av landet, 400 km nordväst om huvudstaden Helsingfors.
Terrängen runt Tjyckarna är mycket platt.